# دربار صاحب

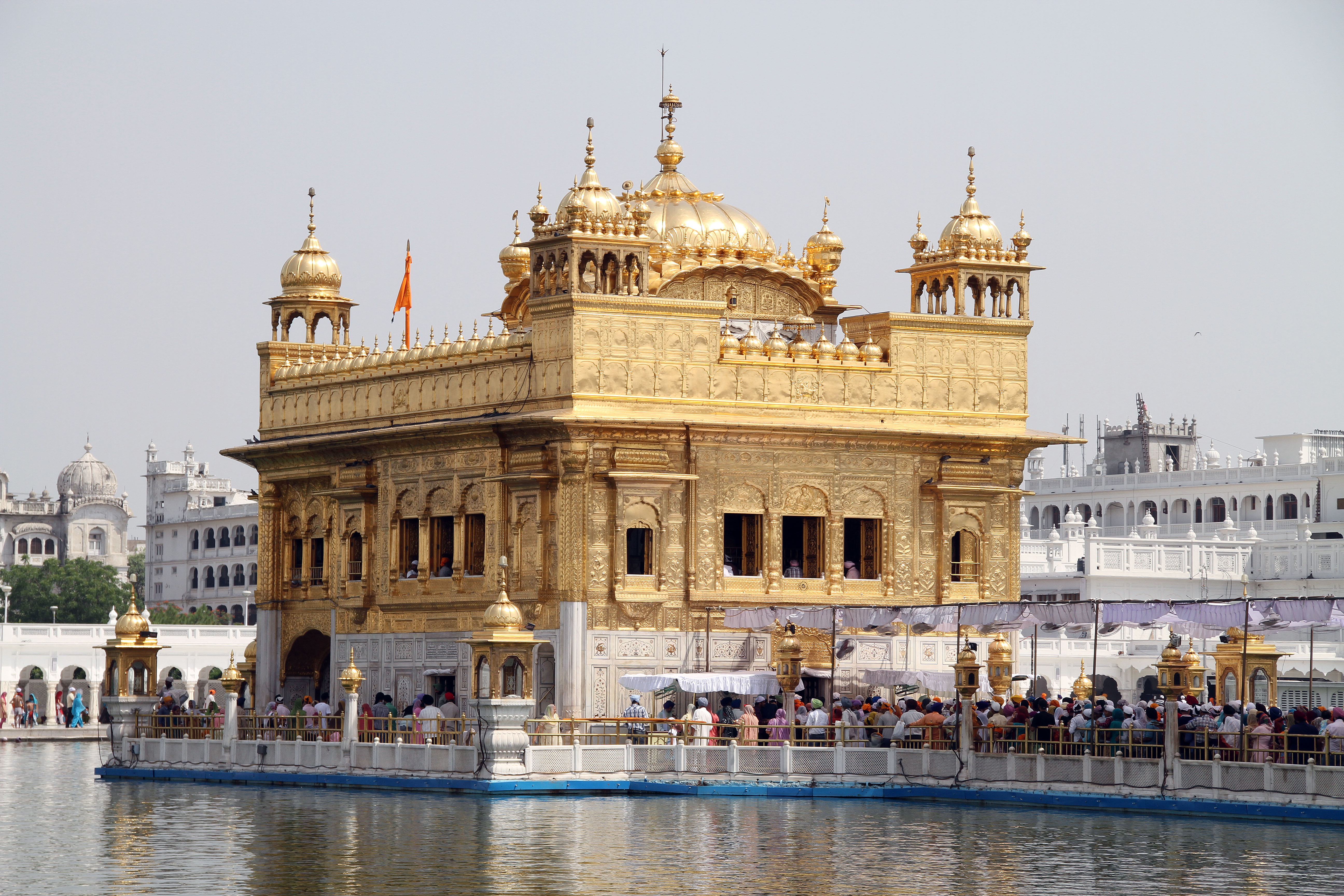
ساختمان اصلی معبد دربار صاحب

دربار صاحب (پنجابی:ਦਰਬਾਰ ਸਾਹਿ به معنی خانه خدا) یا معبد طلایی زیارتگاه اصلی پیروان آئین سیک است؛ این پرستشگاه در شهر امریتسار در ایالت پنجاب هند واقع شده‌است. این پرستشگاه را چهارمین پیشوای مذهبی سیک‌ها، گورو رام داس بنیان نهاد.
دربار صاحب در بین سیک‌های سرتاسر جهان، مکانی زیارتی محسوب می‌شود و این معبد برای سیک‌ها مکانی مقدس به‌شمار می‌رود، زیرا گورو جاودانه این آئین، کتاب گورو گرانت صاحب در آن نگهداری می‌شود؛ این کتاب، کتاب مقدس آئین سیک و یازدهمین گورو به‌شمار می‌رود. نوشته‌ها و سروده‌های گورو ارجن در گورو گرانت صاحب نیز در این معبد قرار دارد. بیش از ششصد کاهن در این معبد به کار مشغولند.

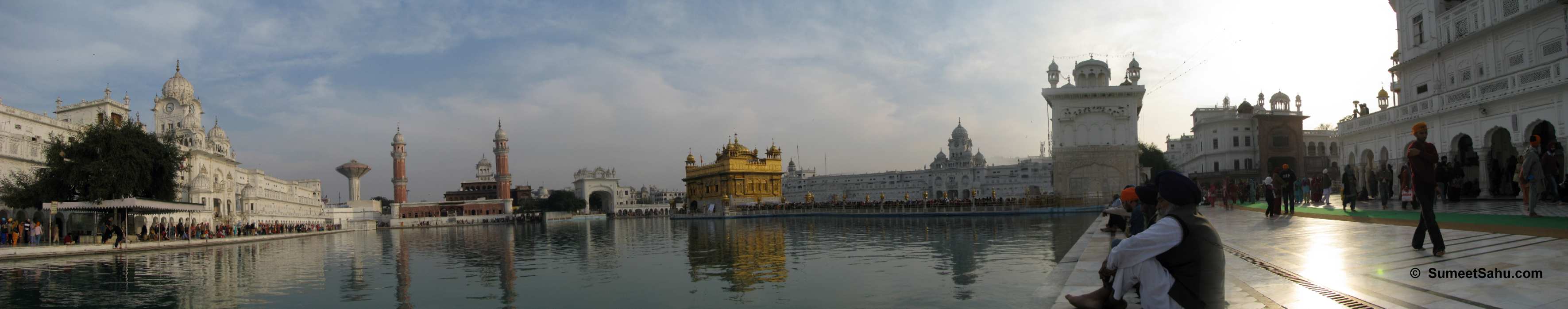
تصویر سراسرنما از مجموعه سایت

## نگارخانه

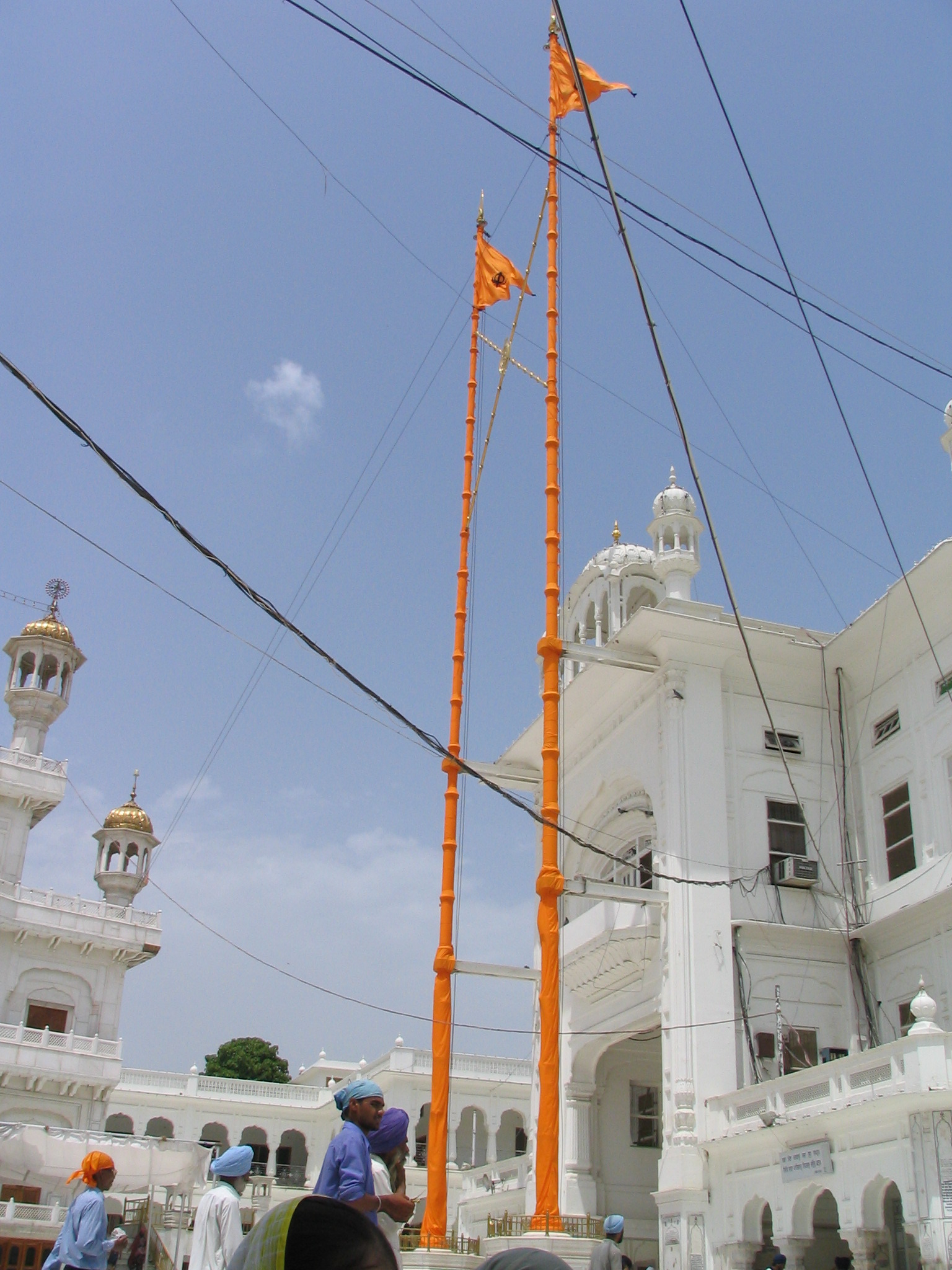
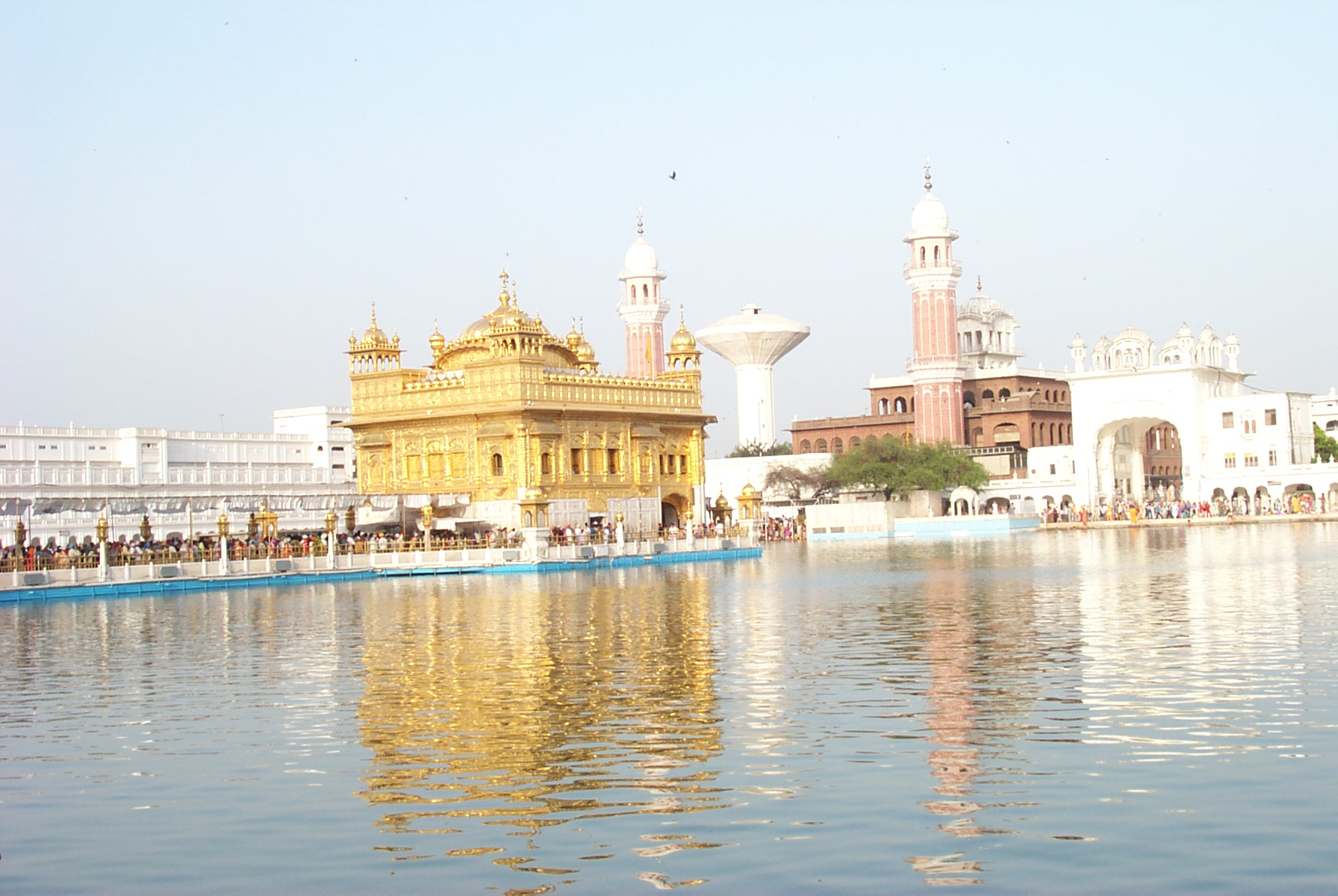
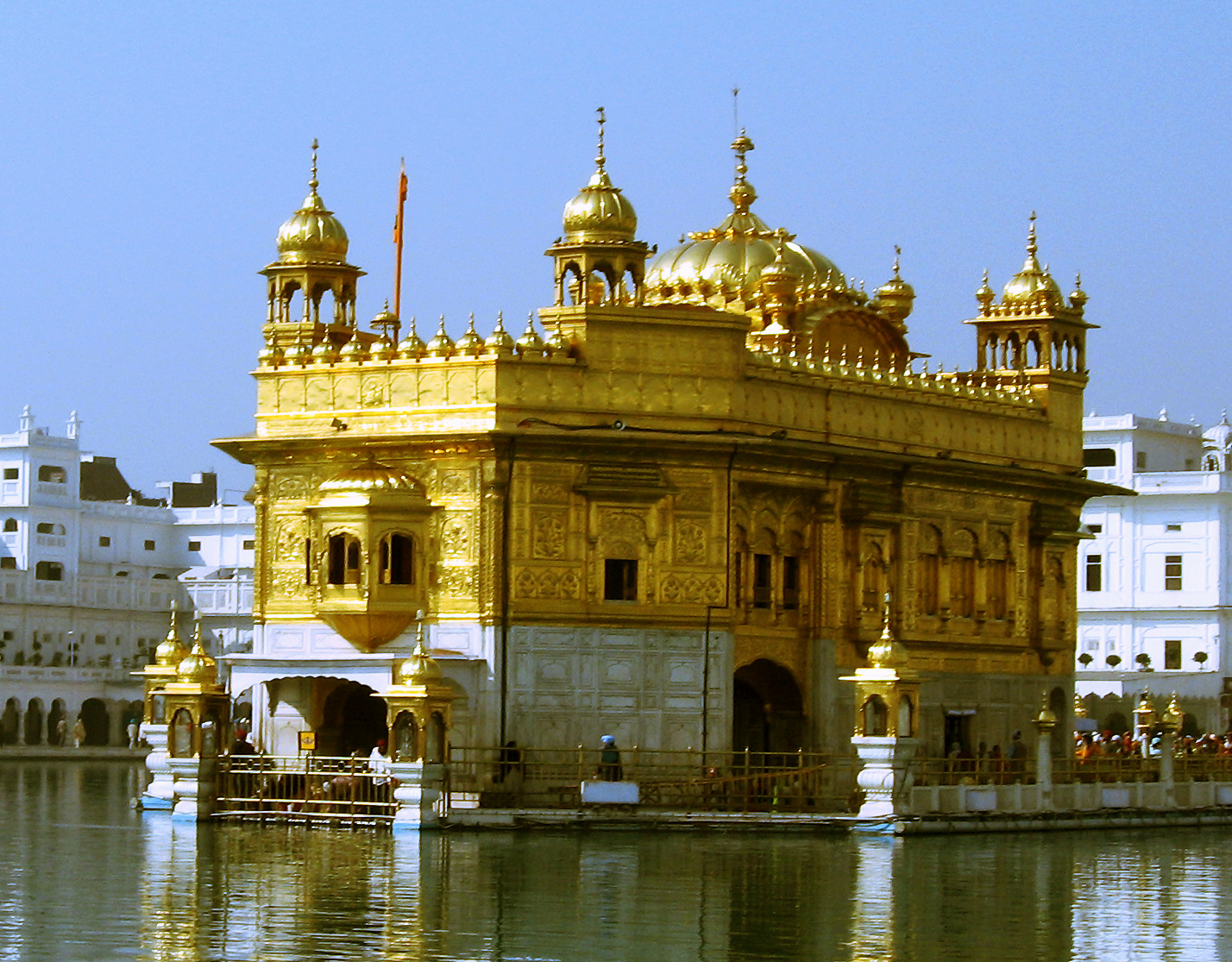
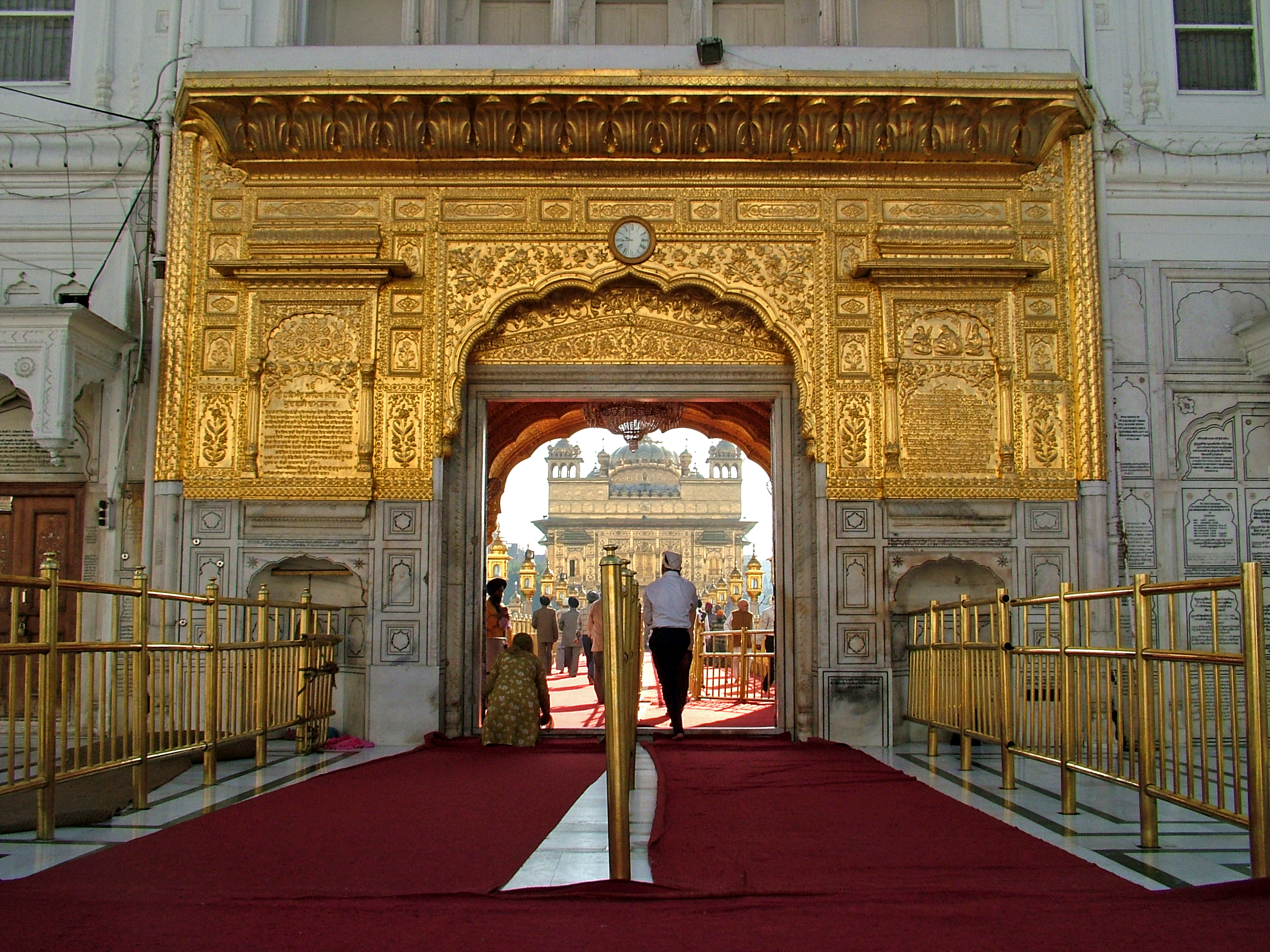
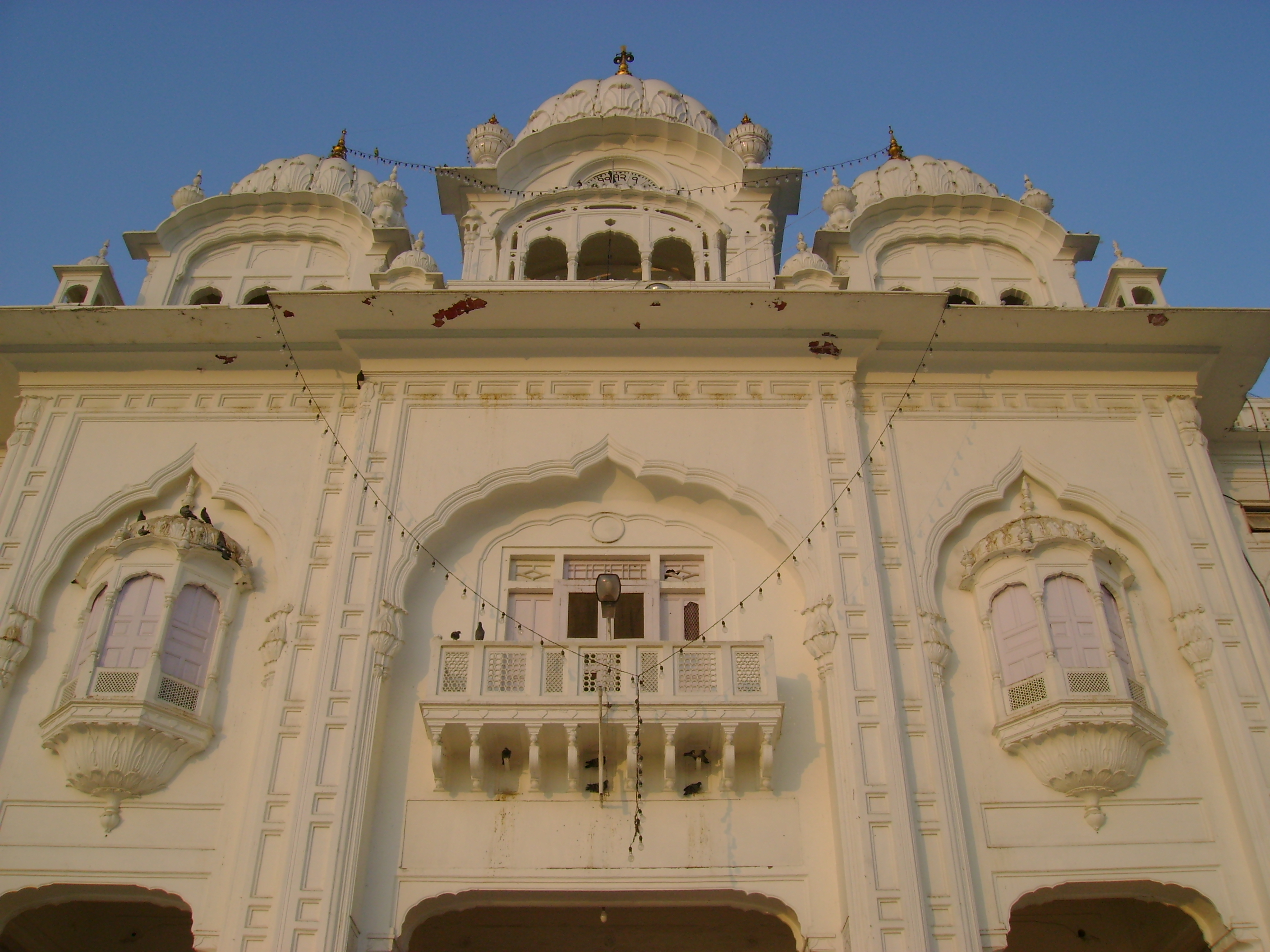
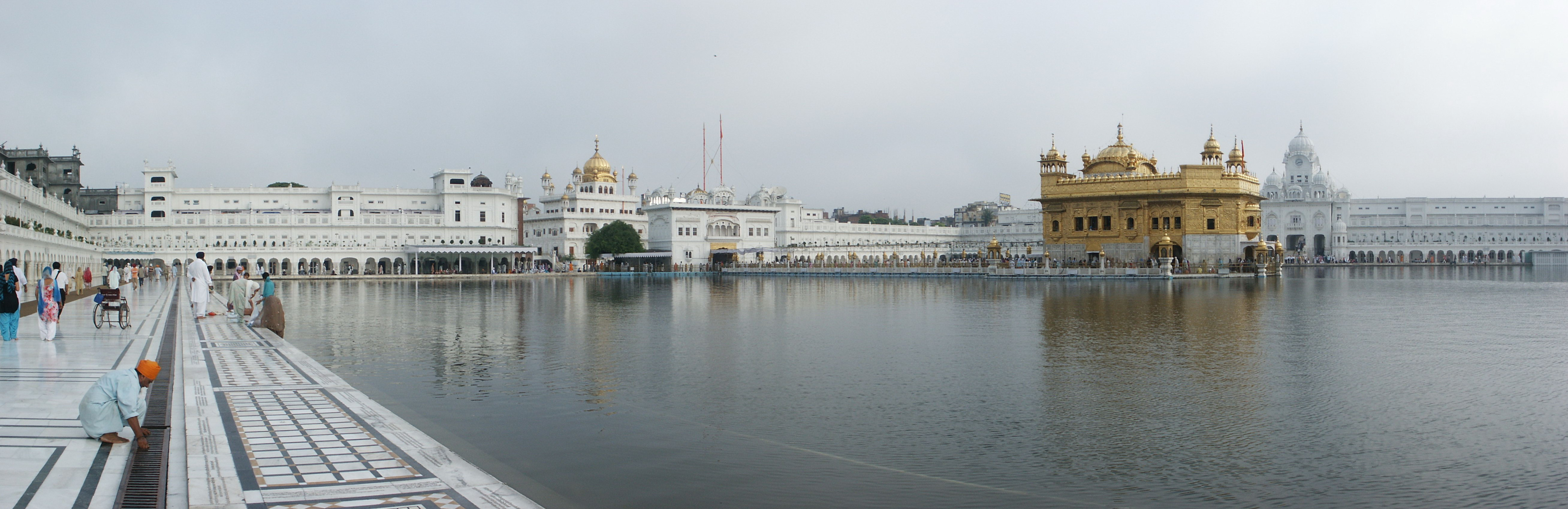
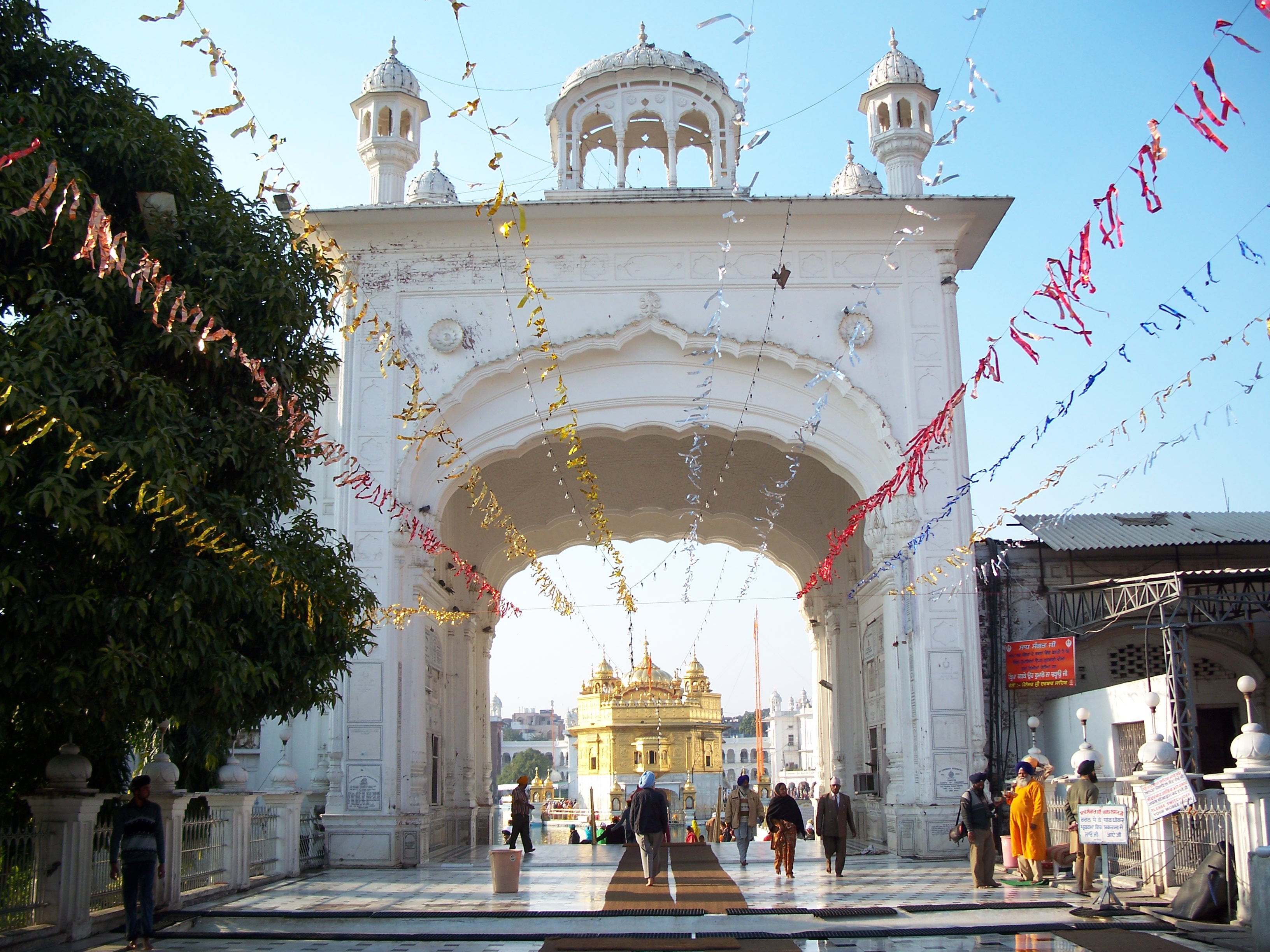
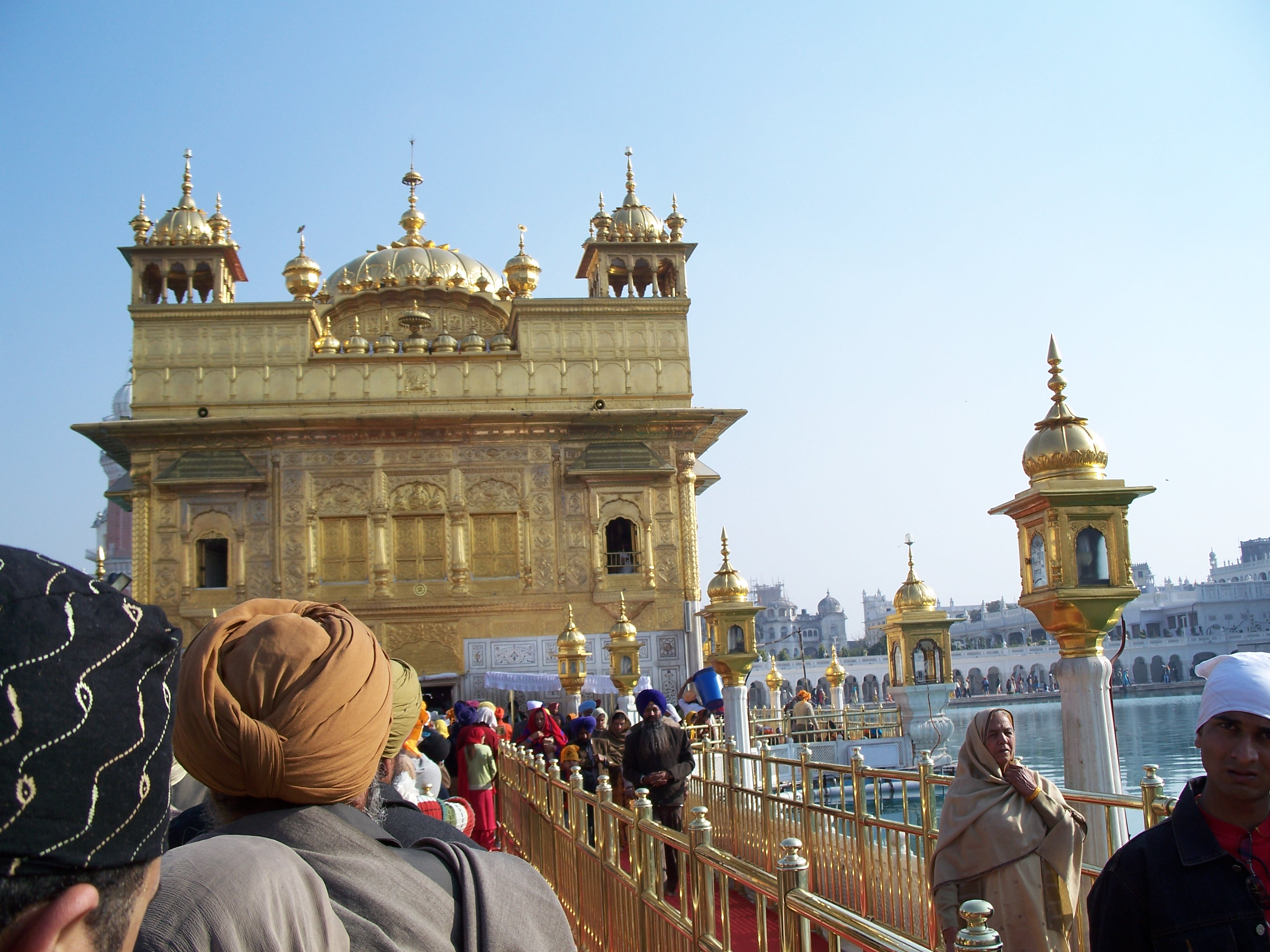
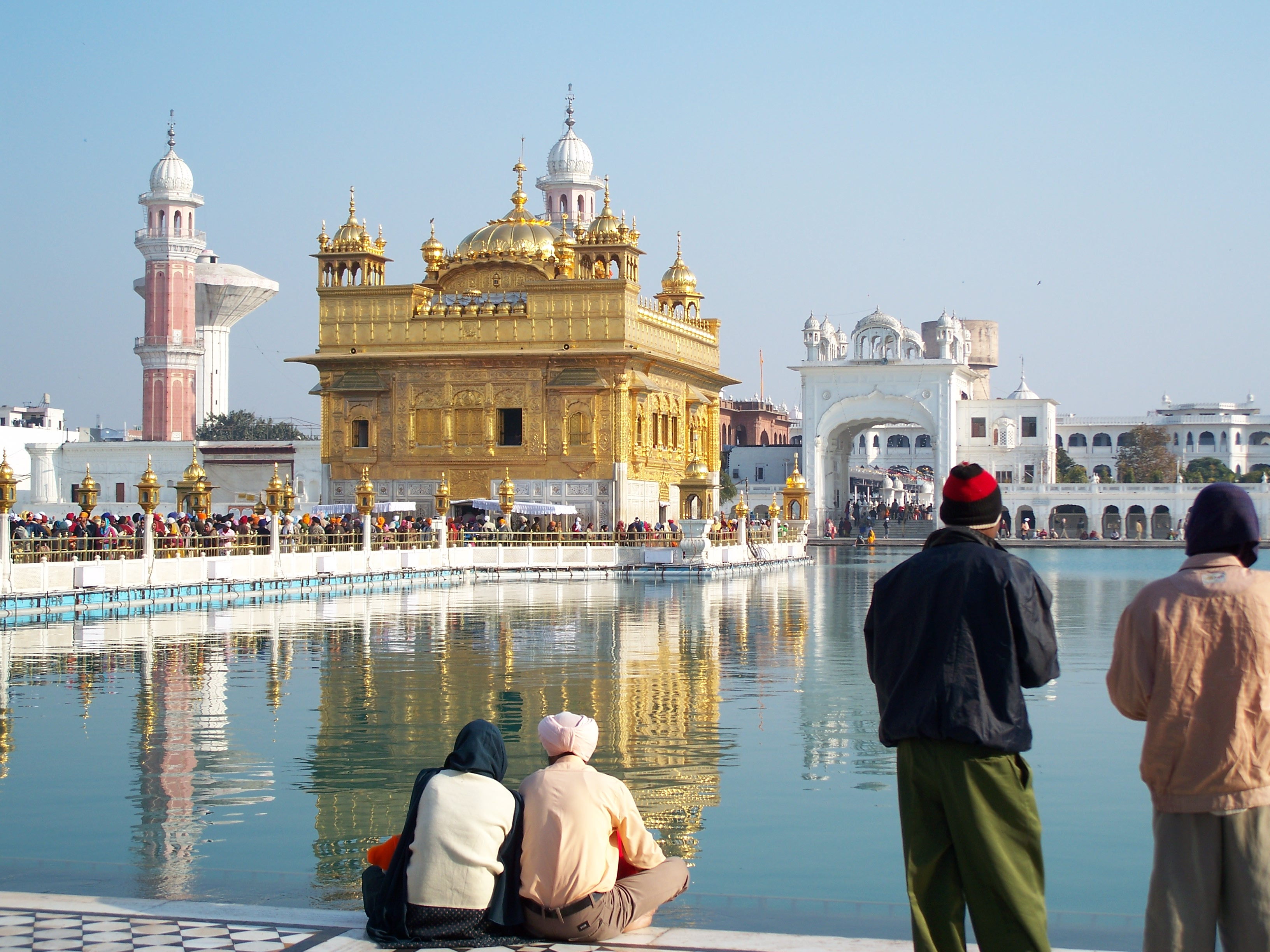
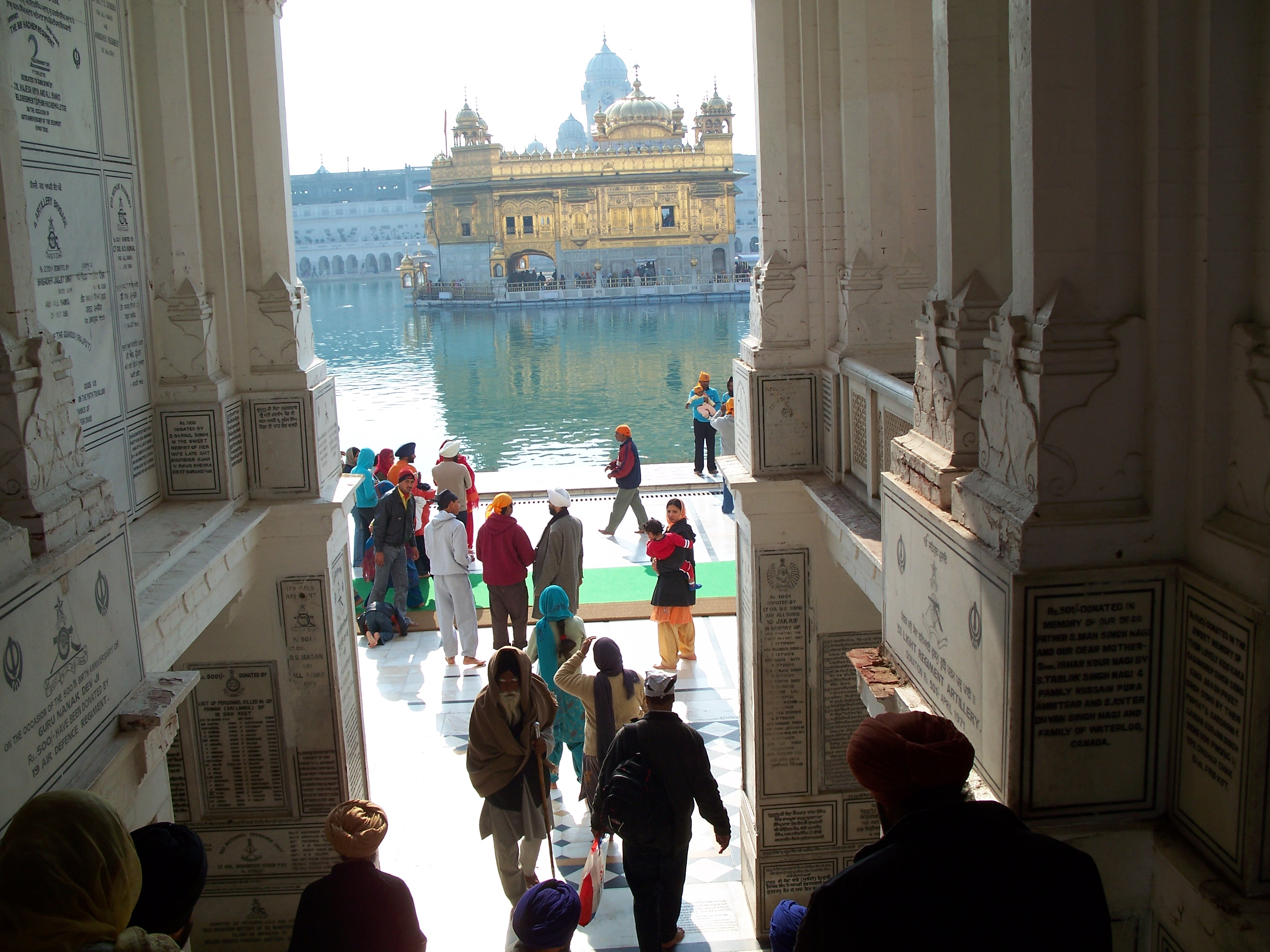
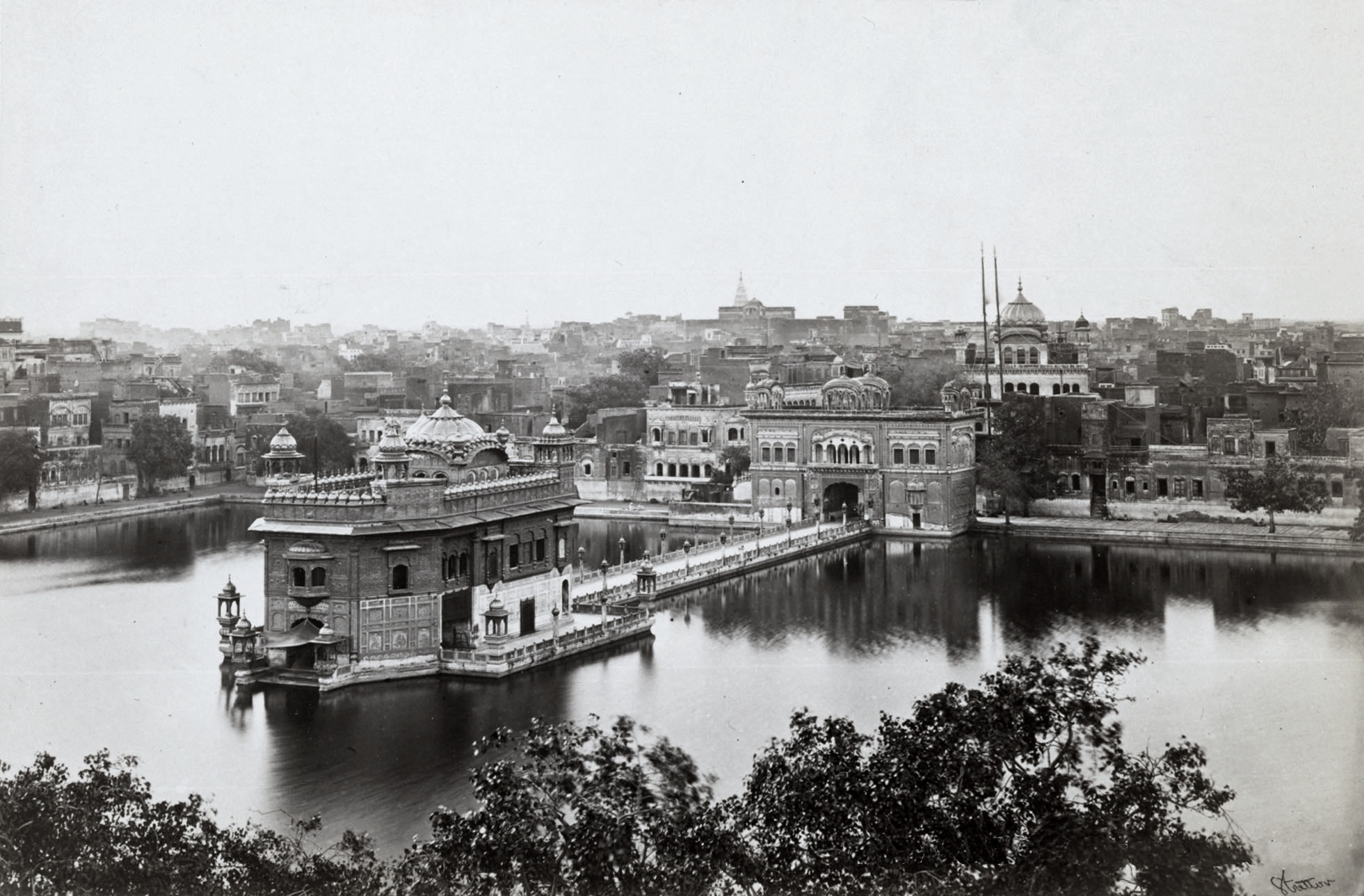
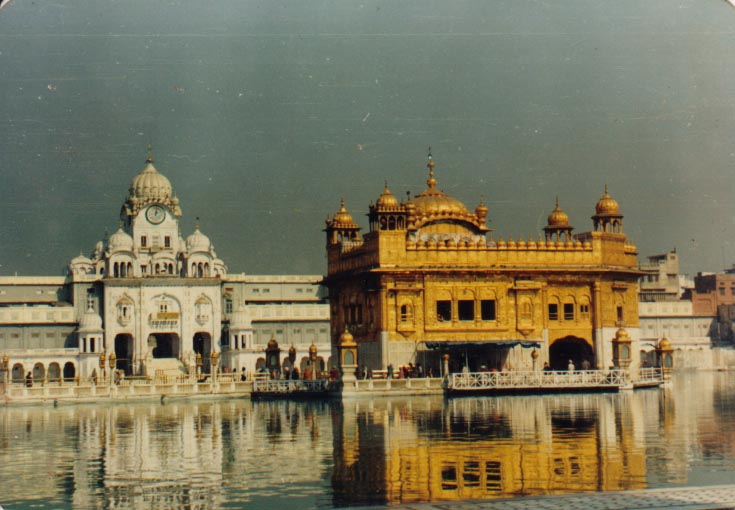
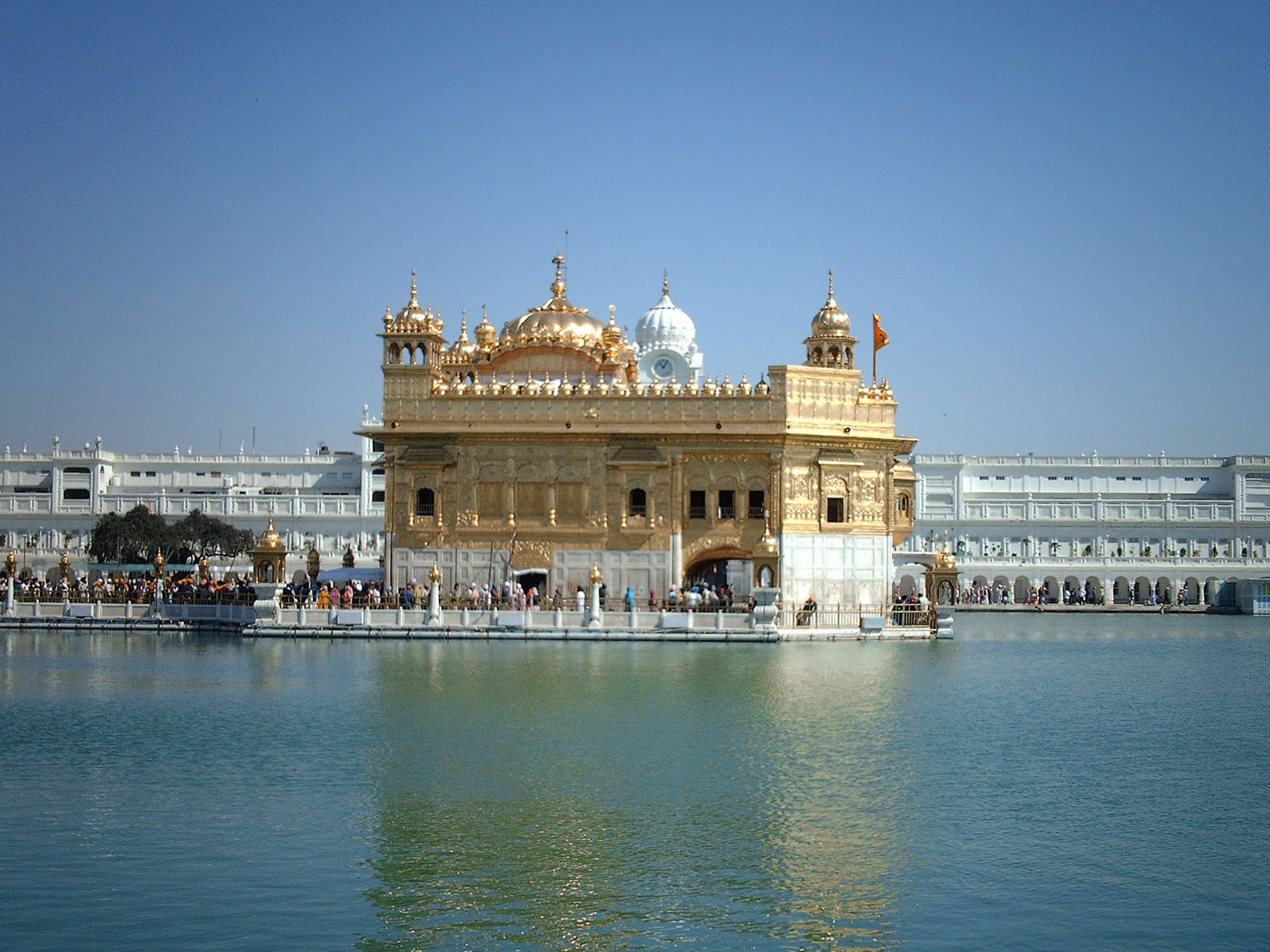
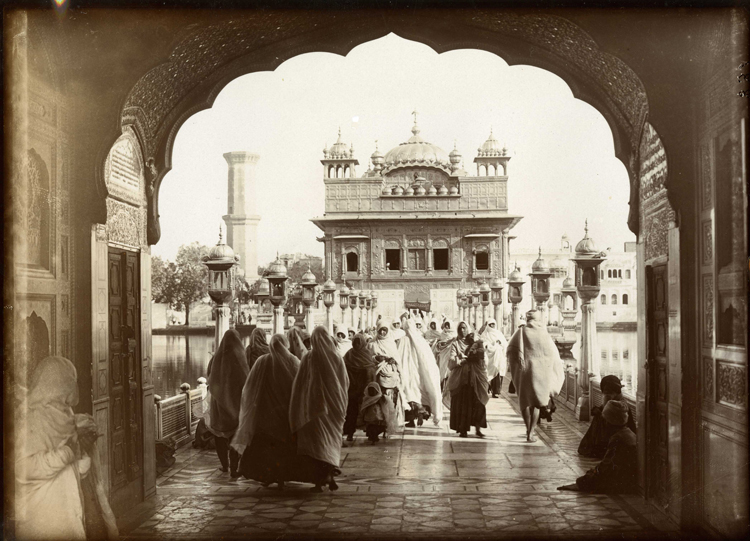